# Korthpulë
Korthpulë. znana również jako Curdpula, Kerpudha, Kerthpula, Kerthpule, Korfpul, Korthpula, Korthpule, Korthpulë, Kërpudha, Kërthpula, Kërthpulë – wieś położona w północnej części Albanii w gminie Qerret. Wieś znajduje się 71 kilometrów od stolicy państwa, Tirany.

## Demografia
Według spisu ludności z 1989 roku we wsi Korthpulë mieszkało 811 mieszkańców.